# Cyathea serpens
Cyathea serpens är en ormbunkeart som först beskrevs av R. M. Tryon, och fick sitt nu gällande namn av Lehnert. Cyathea serpens ingår i släktet Cyathea och familjen Cyatheaceae. Inga underarter finns listade.